# Kondicional sadašnji
Kondicional sadašnji (također kondicional I.) jedan je od dva pogodbena načina glagola u hrvatskom jeziku. Tvori se od nenaglašenog aorista pomoćnog glagola biti i glagolskog pridjeva radnog.

## Kondicional prvi pomoćnih glagola
| lice | jednina                     | množina                       |
| ---- | --------------------------- | ----------------------------- |
| 1.   | ja bih bio/bila             | mi bismo bili/bile            |
| 2.   | ti bi bio/bila              | vi biste bili/bile            |
| 3.   | on/ona/ono bi bio/bila/bilo | oni/one/ona bi bili/bile/bila |

| lice | jednina                          | množina                             |
| ---- | -------------------------------- | ----------------------------------- |
| 1.   | ja bih htio/htjela               | mi bismo htjeli/htjele              |
| 2.   | ti bi htio/htjela                | vi biste htjeli/htjele              |
| 3.   | on/ona/ono bi htio/htjela/htjelo | oni/one/ona bi htjeli/htjele/htjela |

## Uporaba
- Kondicional sadašnji rabi se u izricanju radnje čije je ispunjenje nesigurno ili nemoguće zbog posljedica neke druge radnje. Stoga je skoro neizbježna uporaba kondicionala u složenim pogodbenim rečenicama:

Popio bih kavu s tobom da nisam u velikoj žurbi.
Kad bi mi ponudili povišicu, možda bih i nastavio raditi.
- Pogodbene rečenice mogu se koristiti iz uljudnosti, kao zamjena jednostavnom upitu - stoga povezujemo kondicional s izrazitom uljudnosti:

Priupitao bih vas nešto ako mi dozvolite. umjesto Mogu li vas nešto priupitati?
- Napomena: kondicional se tvori aoristom glagola biti samo u standardnom (književnom) hrvatskom jeziku, dok u nestandardnom jeziku (u narječjima prirodnog hrvatskog jezika) za tvorbu kondicionala služi konjunktiv, a ne aorist (vidi prilog: Hrvatski konjunktiv, aorist i kondicional)

## U staroslavenskom jeziku
U staroslavenskom se jeziku kondicional samo ponekad tvorio pomoću aorista glagola biti. Glavni način tvorbe kondicionala je bio posebni oblik glagola biti.
| Lice | Jednina              | Dvojina                       | Množina                       |
| ---- | -------------------- | ----------------------------- | ----------------------------- |
| 1.   | bimъ vidêlъ (-a, -o) | nije zabilježena u tekstovima | bimъ (bihomъ) vidêli (-y, -a) |
| 2.   | bi vidêlъ (-a, -o)   | nije zabilježena u tekstovima | biste vidêli (-y, -a)         |
| 3.   | bi vidêlъ (-a, -o)   | nije zabilježena u tekstovima | bǫ (bišę) vidêli (-y, -a)     |

Takav način tvorbe kondicionala se do danas očuvao u čakavskom narječju gdje se kaže:
| Lice | Jednina   | Množina     |
| ---- | --------- | ----------- |
| 1.   | bim videl | bimo videli |
| 2.   | biš videl | bite videli |
| 3.   | bi videl  | bi videli   |